# Hôpital Rechts der Isar

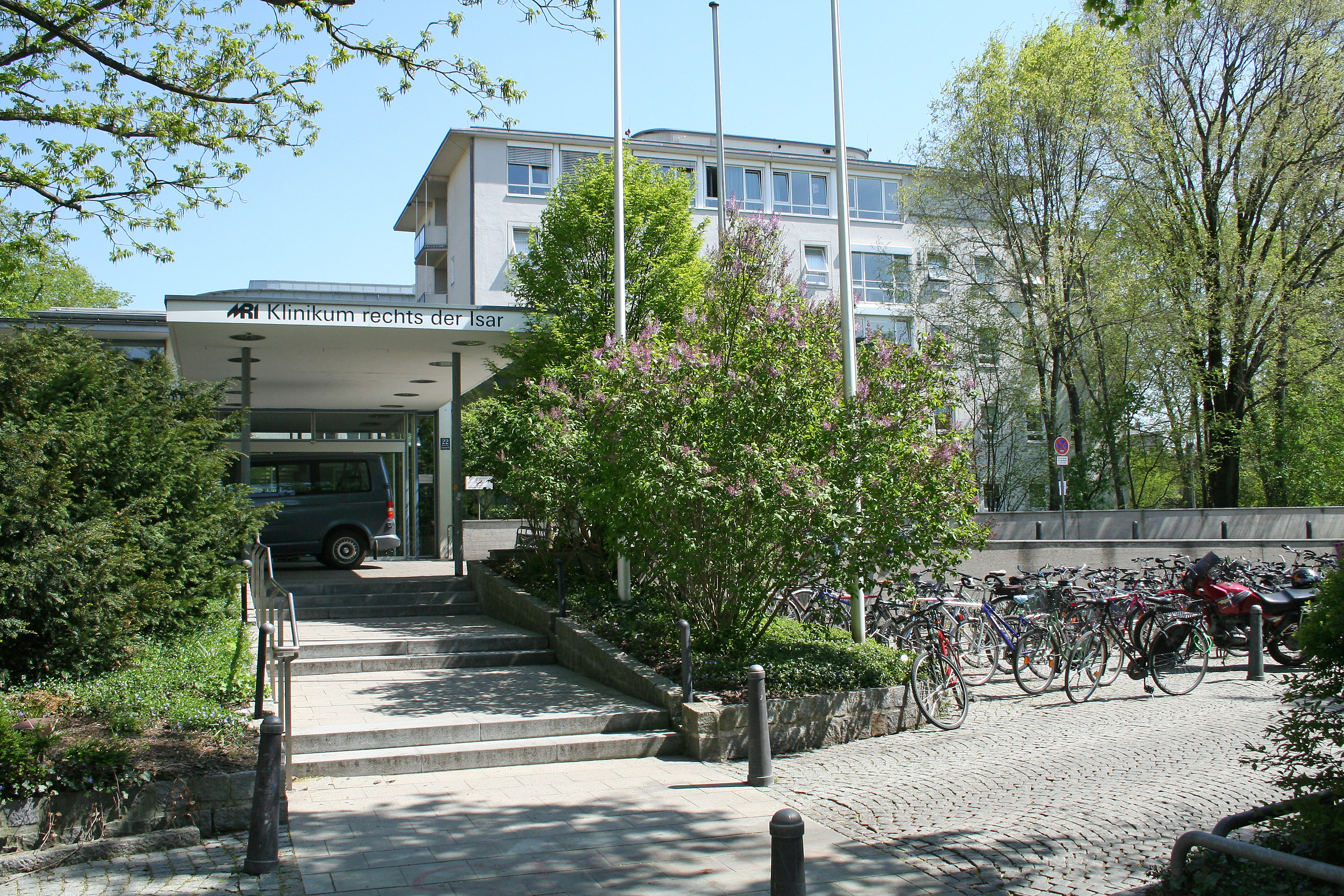
Hôpital Rechts der Isar

L'hôpital Rechts der Isar se trouve à Munich, en Allemagne. Il a été fondé en 1834 sous le nom de Haidhauser Armen- und Krankenanstalt, dans les locaux d'un ancien café. Il comportait alors 36 lits et a plus tard été confié à des nonnes catholiques.
Il est depuis devenu un hôpital universitaire (Universitätsklinikum).